# Roland Springer
Roland Springer (* 5. Dezember 1954 in Schenkenzell) ist ein deutscher Industrie- und Organisationssoziologe, Automobilmanager und Unternehmensberater.

## Leben und Wirken
Springer studierte an den Universitäten Heidelberg und Paris VIII sowie an der TU Darmstadt Soziologie, Philosophie und Politische Wissenschaften und wurde an der TU Darmstadt mit einer Arbeit über die Einführung computergesteuerter Maschinen im deutschen Maschinenbau promoviert. Nach seiner Promotion forschte er für mehrere Jahre als wissenschaftlicher Mitarbeiter am Soziologischen Forschungsinstitut (SOFI) Göttingen über die organisatorischen Voraussetzungen und Folgen der Einführung des Computer Integrated Manufacturing (CIM) in der Automobilindustrie, im Maschinenbau sowie in der chemischen Industrie. Ende der 1980er Jahre übernahm er die Leitung einer Stabsstelle beim Personalvorstand der Mercedes-Benz AG, wo er mehr als zehn Jahre arbeitete. Er war in dieser Zeit unter anderem an der Erarbeitung des Mercedes Benz Produktionssystems (MPS) beteiligt, das mit dem Betriebsrat des Unternehmens sowie den zuständigen Stellen der IG Metall abgestimmt und verhandelt werden musste.
Ende der 1990er Jahre verfasste Springer eine Studie über die Arbeitspolitik in der deutschen Automobilindustrie, mit der er sich 1999 an der Universität Tübingen habilitierte.
Im Jahr 2000 gründete Springer eine eigene Beratungsfirma, die er bis Ende des Jahres 2022 als geschäftsführender Gesellschafter leitete. Zeitgleich lehrte er zunächst als Privatdozent und dann als außerplanmäßiger Professor an der Universität Tübingen in seinem Fachgebiet Industrie- und Organisationssoziologie. Seit einigen Jahren befasst er sich außerdem mit den Themen Migration und Integration, worüber er im Jahr 2017 ein Buch veröffentlicht hat. Er ist Mitglied im 2021 gegründeten Netzwerk Wissenschaftsfreiheit.

## Publikationen (Auswahl)

### Hochschulschriften
- Arbeitsorganisation im Wandel: Eine soziologische Untersuchung im Maschinenbau. Darmstadt 1986 (Zugleich: Darmstadt, Techn. Hochschule, Diss., 1986).

- Grundlagen einer Psychodramapädagogik. 1. Auflage. inScenario-Verlag, Köln 1995, ISBN 3-929296-01-2 (Zugleich: Lüneburg, Univ., Diss., 1994).

### Monographien
- Rückkehr zum Taylorismus? Arbeitspolitik in der Automobilindustrie am Scheideweg. 1. Auflage. Campus-Verlag, Frankfurt am Main / New York 1999, ISBN 3-593-36258-9.
- Wettbewerbsfähigkeit durch Innovation. Erfolgreiches Management organisatorischer Veränderungen. 1. Auflage. Springer, Berlin / Heidelberg / New York / Hongkong / London / Mailand / Paris / Tokio 2004, ISBN 3-540-40420-1.
- Survival of the Fittest. So verbessern Spitzenunternehmen gleichzeitig Ihre Prozesse und ihre Führungskultur. 1. Auflage. Finanzbuch Verlag, München 2009, ISBN 978-3-89879-474-9.
- Spurwechsel. Wie Flüchtlingspolitik wirklich gelingt. 1. Auflage. Finanzbuch Verlag, München 2017, ISBN 978-3-95972-058-8.

### Als Mitautor
- mit Joachim Bergmann; Hartmut Hirsch-Kreinsen; Harald Wolf: Rationalisierung, Technisierung und Kontrolle des Arbeitsprozesses: Eine Einführung der CNC-Technologie in Betrieben des Maschinenbaus. 1. Auflage. Campus-Verlag, Frankfurt / New York 1986, ISBN 3-593-33693-6.